# Distrikt Sivia
Der Distrikt Llochegua liegt in der Provinz Huanta in der Region Ayacucho in Südzentral-Peru. Der Distrikt wurde am 6. November 1992 gegründet. Er besitzt eine Fläche von 897 km². Beim Zensus 2017 wurden 11.915 Einwohner gezählt. Im Jahr 2007 lag die Einwohnerzahl bei 11.956. Sitz der Distriktverwaltung ist die 551 m hoch gelegene Kleinstadt Sivia mit 3551 Einwohnern (Stand 2017). Sivia liegt 64 km nordöstlich der Provinzhauptstadt Huanta.

## Geographische Lage
Der Distrikt Sivia liegt im Andenhochland im Osten der Provinz Huanta. Im Osten wird der Distrikt von den Flüssen Río Piene und Río Apurímac begrenzt. Entlang der nordwestlichen Distriktgrenze fließt der Río Chuimacota nach Nordosten.
Der Distrikt Sivia grenzt im Südosten an den Distrikt Ayna (Provinz La Mar), im Südwesten an den Distrikt Uchuraccay, im Westen an den Distrikt Santillana, im Norden an den Distrikt Llochegua sowie im Osten an den Distrikt Pichari (Provinz La Convención).

## Ortschaften
Im Distrikt gibt es neben dem Hauptort folgende größere Ortschaften:
- Chuvivana (345 Einwohner)
- Huamampata (292 Einwohner)
- Guayaquil (360 Einwohner)
- Rosario Acon (313 Einwohner)
- San Gerardo (307 Einwohner)
- San Juan de Matucana (213 Einwohner)
- Sanamarca (245 Einwohner)
- Torrerumi (215 Einwohner)
- Triboline (937 Einwohner)
- Tutumbaru (432 Einwohner)